# NGC 2807
NGC 2807 je galaksija u zviježđu Raku.

## Vanjske poveznice
- SEDS: NGC 2807